# Otok Života
Koordinati:   42°51′46″N, 17°41′39″E
Otok Života je majhen nenaseljen otoček v Jadranskem morju. Pripada Hrvaški.
Otoček leži v nasproti zaselka Hodilje na polotoku Pelješac, od katerega je oddaljen okoli 1 km. Njegova površina meri 0,011 km². Dolžina obalnega pasu je 0,39 km.